# Grand Prix automobile de Belgique 1983
Résultats du Grand Prix de Belgique de Formule 1 1983 qui a eu lieu sur le circuit de Spa-Francorchamps le 22 mai.

## Classement
| Pos. | No | Pilote             | Écurie            | Tours | Temps/Abandon                      | Grille | Points |
| ---- | -- | ------------------ | ----------------- | ----- | ---------------------------------- | ------ | ------ |
| 1    | 15 | Alain Prost        | Renault           | 40    | 1 h 27 min 11 s 502 (191,731 km/h) | 1      | 9      |
| 2    | 27 | Patrick Tambay     | Ferrari           | 40    | + 23 s 182                         | 2      | 6      |
| 3    | 16 | Eddie Cheever      | Renault           | 40    | + 39 s 869                         | 8      | 4      |
| 4    | 5  | Nelson Piquet      | Brabham-BMW       | 40    | + 42 s 295                         | 4      | 3      |
| 5    | 1  | Keke Rosberg       | Williams-Ford     | 40    | + 50 s 480                         | 9      | 2      |
| 6    | 2  | Jacques Laffite    | Williams-Ford     | 40    | + 1 min 33 s 107                   | 11     | 1      |
| 7    | 35 | Derek Warwick      | Toleman-Hart      | 40    | + 1 min 58 s 539                   | 22     |        |
| 8    | 36 | Bruno Giacomelli   | Toleman-Hart      | 40    | + 2 min 38 s 273                   | 16     |        |
| 9    | 11 | Elio De Angelis    | Lotus-Renault     | 39    | + 1 tour                           | 13     |        |
| 10   | 34 | Johnny Cecotto     | Theodore-Ford     | 39    | + 1 tour                           | 25     |        |
| 11   | 29 | Marc Surer         | Arrows-Ford       | 39    | + 1 tour                           | 10     |        |
| 12   | 4  | Danny Sullivan     | Tyrrell-Ford      | 39    | + 1 tour                           | 23     |        |
| 13   | 26 | Raul Boesel        | Ligier-Ford       | 39    | + 1 tour                           | 26     |        |
| 14   | 3  | Michele Alboreto   | Tyrrell-Ford      | 38    | + 2 tours                          | 17     |        |
| Abd. | 8  | Niki Lauda         | McLaren-Ford      | 33    | Moteur                             | 15     |        |
| Abd. | 12 | Nigel Mansell      | Lotus-Ford        | 30    | Boîte de vitesses                  | 19     |        |
| Abd. | 22 | Andrea De Cesaris  | Alfa Romeo        | 25    | Moteur                             | 3      |        |
| Abd. | 33 | Roberto Guerrero   | Theodore-Ford     | 23    | Moteur                             | 14     |        |
| Abd. | 28 | René Arnoux        | Ferrari           | 22    | Moteur                             | 5      |        |
| Abd. | 31 | Corrado Fabi       | Osella-Ford       | 19    | Suspension                         | 24     |        |
| Abd. | 9  | Manfred Winkelhock | ATS-BMW           | 18    | Perte d'une roue                   | 7      |        |
| Abd. | 7  | John Watson        | McLaren-Ford      | 8     | Collision                          | 20     |        |
| Abd. | 25 | Jean-Pierre Jarier | Ligier-Ford       | 8     | Collision                          | 21     |        |
| Abd. | 30 | Thierry Boutsen    | Arrows-Ford       | 4     | Suspension                         | 18     |        |
| Abd. | 23 | Mauro Baldi        | Alfa Romeo        | 3     | Accélérateur                       | 12     |        |
| Abd. | 6  | Riccardo Patrese   | Brabham-BMW       | 0     | Moteur                             | 6      |        |
| Nq.  | 32 | Piercarlo Ghinzani | Osella-Alfa Romeo |       | Non qualifié                       |        |        |
| Nq.  | 17 | Eliseo Salazar     | RAM-Ford          |       | Non qualifié                       |        |        |

## Pole position et record du tour
- Pole position : Alain Prost en 2 min 04 s 615 (vitesse moyenne : 200,750 km/h).
- Meilleur tour en course : Andrea De Cesaris en 2 min 07 s 493 au 17e tour (vitesse moyenne : 196,218 km/h).

## Tours en tête
- Andrea De Cesaris : 18 (1-18)
- Alain Prost : 21 (19-22 / 24-40)
- Nelson Piquet : 1 (23)

## À noter
- 7e victoire pour Alain Prost.
- 13e victoire pour Renault en tant que constructeur.
- 13e victoire pour Renault en tant que motoriste.